# Andrej Dominkuš
Andrej Dominkuš, německy též Andreas Dominkusch (4. října 1797 – 21. února 1851), byl rakouský politik slovinské národnosti ze Štýrska, během revolučního roku 1848 poslanec Říšského sněmu.

## Biografie
Pocházel ze slovinské rodiny. Rodiče byli z Središče ob Dravi. Andrej působil již ve 20. letech 19. století jako úředník na biskupských statcích panství Seckau. Po několik let žil i ve Štýrském Hradci, kde se stýkal se slovinskými buditeli. Roku 1849 se uvádí jako Andreas Dominkusch, důchodní (rentmeister) na panství Seckau (Sekau), v Sekau Ober-Leibnitz (zámek Seggau u města Leibnitz ve Štýrsku?).
Během revolučního roku 1848 se zapojil do veřejného dění. Ve volbách roku 1848 byl zvolen i na ústavodárný Říšský sněm. Zastupoval volební obvod Ptuj. Tehdy se uváděl coby důchodní na panství Sekau. Řadil se ke sněmovní pravici. Patřil mezi slovinské národně orientované poslance.
Jeho synem byl slovinský právník a politik Ferdinand Dominkuš (1829–1901).